# Philodendron divaricatum
Philodendron divaricatum är en kallaväxtart som beskrevs av Kurt Krause. Philodendron divaricatum ingår i släktet Philodendron och familjen kallaväxter. Inga underarter finns listade.